# Woodland Park (Nebraska)
Woodland Park je naseljeno područje za statističke svrhe u američkoj saveznoj državi Nebraska. Prema popisu stanovništva iz 2010. u njemu je živjelo 1,866 stanovnika.